# Spintherophyta exigua
Spintherophyta exigua är en skalbaggsart som beskrevs av Schultz 1976. Spintherophyta exigua ingår i släktet Spintherophyta och familjen bladbaggar. Inga underarter finns listade i Catalogue of Life.